# Gaetano Giorgini
Pour les articles homonymes, voir Giorgini.
Gaetano Giorgini (Montignoso, 15 juin 1795 - Florence, 16 septembre 1874) est un mathématicien, ingénieur et homme politique italien.

## Biographie
Fils de Niccolao (it) et Giovanna Fortini de Seravezza, Gaetano naît en 1795 à Montignoso, en république de Lucques. Sa famille, grands propriétaires terriens de la région, participe activement à la vie politique. En 1805, il est choisi comme page par Elisa Bonaparte Baciocchi, princesse de Lucques et Piombino. Celle-ci l'envoie à Paris où il étudie à l'École polytechnique et est le compagnon de Michel Chasles, devenant ingénieur hydraulique. À la Restauration, il préfère retourner à Lucques, mais avant de quitter Paris en 1816, il fait imprimer son premier article scientifique Démonstration de quelques théorèmes de géométrie dans la Correspondance sur l'École impériale polytechnique .
À son retour en Italie, à l'âge de vingt et un ans, il est nommé directeur de l'Office des eaux et des routes du duché de Lucques. En même temps, Giorgini obtient une chaire de mécanique et de calcul infinitésimal à la faculté de physique mathématique du lycée de l'université royale. En 1817, en tant que membre de la R. Accademia lucchese di scienze, lettere ed arti, il publie un traité sur la théorie des surfaces du second ordre (Lucca 1817), suivi en 1820 d'un mémoire sur la théorie analytique des projections. 
Dans l'exercice de ces fonctions, il a des tâches importantes dans le domaine des travaux publics. Il se distingue lors de l' inondation du fleuve Serchio le 20 octobre 1820, en décidant de rompre les berges du fleuve à Sant'Alessio, ce qui entraîne l'inondation de la campagne, mais libère la ville des risques d'une inondation désastreuse. Le succès de cette opération lui valut la célébrité mais aussi de nombreuses controverses.
Giorgini entre en conflit avec le puissant Lorenzo Nottolini, architecte de la maison et de la cour des Bourbons. Le violent conflit avec l'architecte convainc Giorgini de quitter Lucques et d'occuper divers postes au grand-duché de Toscane. Parmi ceux-ci se trouve celui du surintendant général de l'université de Pise. En 1838, Giorgini reçoit une citation et le titre de chevalier de l'ordre de Saint-Étienne, puis, le 27 juin, il est nommé par le grand-duc recteur de l'université de Pise, dont il est déjà professeur honoraire de mathématiques depuis quelques années. On lui doit, entre 1839 et 1840, la réforme radicale du système didactique de cette université : des trois facultés de théologie, de jurisprudence et de médecine qui existaient jusqu'alors, on passe à six, auxquelles s'ajoutent les lettres, les mathématiques et les sciences naturelles. 
Il est membre de l'Accademia dei Georgofili et sénateur du royaume d'Italie, il participe à la grande réforme universitaire pisane de 1840 qui vise à ouvrir l'université aux demandes de la société et du monde économique en appelant à Pise d'éminents professeurs. Il participe activement aux congrès des scientifiques italiens. Après 1849, il est ministre des affaires étrangères du grand-duché de Toscane. Il est l'un des XL de la Société italienne des sciences (1832). Dans les dernières années de sa vie, il est conseiller municipal à Montignoso.

## Vie privée
De son mariage avec Carolina, des comtes Diana Paleologus de Massa, Giorgio (it) est né en 1816, Giambattista (it) en 1818, Carlo (it) en 1820 et Giovanna en 1822. Les trois fils de Gaetano combattent lors de la première guerre d'indépendance italienne.

## Carrière universitaire
- Professeur à la faculté de physique mathématique de l'université de Lucques.
- Professeur de mathématiques appliquées à l'Académie des beaux-arts de Florence depuis 1825
- Professeur émérite de l'université de Pise
- Surintendant général de l'université de Pise du 27 juin 1838 au 3 octobre 1841.

## Postes et titres administratifs
- Directeur général des Eaux et Chaussées (duché de Lucques) de 1818 à 1824
- Surintendant des études (grand-duché de Toscane) à partir de 1840
- Ambassadeur (grand-duché de Toscane) à Modène et Parme en 1847
- Conseiller d'État (grand-duché de Toscane)
- Membre honoraire du Conseil des arts de la direction générale des Eaux, Routes et Usines civiles de l'État (grand-duché de Toscane)
- Membre du Conseil des ingénieurs (grand-duché de Toscane)
- Membre de la direction hydraulique de l'assainissement de la Maremme à partir du 18 mai 1859
- Membre de l'Académie des sciences, des lettres et des arts de Lucques depuis 1817
- Membre ordinaire de l'Académie des Georgofili de Florence depuis le 19 février 1826
- Membre émérite de l'Académie des Georgofili de Florence
- Membre de la Société, puis de l'Académie italienne des sciences de Modène, connue sous le nom de XL depuis 1832
- Membre honoraire de l'université de Brescia depuis le 21 février 1836
- Membre correspondant de l'Institut lombard des sciences et des lettres de Milan.

## Travaux
Giorgini a produit divers écrits sur le thème de l'hydraulique, notamment en relation avec l'assainissement de la Maremme toscane. Il est également l'auteur d'un certain nombre de publications mathématiques, dont celle intitulée Sopra alcune proprietà de' piani de' momenti principali e delle coppie equivalenti , d'où il ressort qu'il a découvert le système dit nul dès 1827, système généralement attribué à Möbius en 1833.
- « Relazione sullo stato del Bonificamento delle Maremme Toscane,1863 »
- Gaetano Giorgini, Ragionamento sopra il regolamento idraulico della pianura lucchese e toscana interposta fra l'Arno ed il Serchio, Stamperia Pieraccini, 1839 (lire en ligne)

## Honneurs et distinctions
- Chevalier de l'ordre de Saint-Étienne, pape et martyr
- Commandeur de l'ordre de Saint-Joseph
- Grand officier de l'ordre des Saints-Maurice-et-Lazare (Turin, 9 novembre 1862).